# Annabel Scholey
Annabel Scholey (Wakefield, 10 gennaio 1984) è un'attrice britannica.

## Biografia
Annabel Scholey è nata a Wakefield, West Yorkshire. Ha frequentato la Oxford School of Drama, diplomandosi nel 2005.
Ha lavorato soprattutto a teatro e in sceneggiati televisivi. È principalmente conosciuta per aver interpretato il ruolo di Lauren Drake nella serie tv della BBC Being Human (2009) e di Contessina de' Bardi nella serie tv anglo-italiana I Medici co-prodotta dalla Rai e Wild Bunch.

## Filmografia

### Attrice

#### Cinema
- Very Few Fish, regia di Alex Winkler (2013)
- Walking on Sunshine, regia di Max Giwa e Dania Pasquini (2014)
- Chuck Chuck Baby, regia di Janis Pugh (2023)

#### Televisione
- Poirot (Agatha Christie's Poirot) – serie TV, episodio 10x03 (2006)
- Holby City – serie TV, 1 episodio (2006)
- Doctors – serial TV, 1 puntata (2006)
- Jane Eyre, regia di Susanna White – miniserie TV, 2 puntate (2006)
- EastEnders – serial TV, 2 puntate (2007)
- Being Human – serie TV, 5 episodi (2009)
- Personal Affairs – serie TV, 5 episodi (2009)
- One Wrong Word – cortometraggio (2013)
- Family Tree – serie TV, 1 episodio (2013)
- L'ispettore Gently (Inspector George Gently) – serie TV, 4 episodi (2015)
- I Medici (Medici) – serie TV, 13 episodi (2016-2018)
- Britannia – serie TV, 23 episodi (2018-2021)
- The Split – serie TV, 18 episodi (2018-2022)
- The Salisbury Poisonings, regia di Saul Dibb – miniserie TV (2020)
- The Sixth Commandment, regia di Saul Dibb – miniserie TV (2023)
- The Serial Killer's Wife, regia di Laura Way – miniserie TV (2023)
- Dead and Buried, regia di Laura Way – miniserie TV (2024)
- Rivals, regia di Elliot Hegarty, Dee Koppang O'Leary e Alexandra Brodski – miniserie TV, puntate 1-8 (2024)
- La coppia della porta accanto (The Couple Next Door) – serie TV, 6 episodi (2025)

### Doppiatrice
- Harry Potter e i Doni della Morte - Parte 2 (Harry Potter and the Deathly Hallows - Part 2) – videogioco (2011)
- The Secret World – videogioco (2012)
- Final Fantasy XIV: Stormblood – videogioco (2017)
- Final Fantasy XIV: Shadowbringers – videogioco (2019)

## Teatro
- The Real Thing al Theatre Royal, Bath e tour nazionale (2005)
- Troilus and Cressida all'Edinburgh International Festival e RSC (2006)
- Il giardino dei ciliegi al Sheffield Crucible (2007)
- Hobson’s Choice al Chichester Festival Theatre e tour UK (2007)
- Amleto al Bristol Tobacco Factory (2008)
- La bisbetica domata al Bristol Tobacco Factory (2008)
- Wallenstein al Chichester Festival Theatre (2009)
- The House of Special Purpose al Chichester Festival Theatre (2009)
- Sogno di una notte di mezza estate al Rose Theatre, Kingston (2010)
- Charley's Aunt al Royal Exchange Theatre, Manchester (2010)
- The Rivals al Haymarket Theatre, Londra (2010-2011)
- Riccardo III all'Old Vic Theatre, Londra (2011)
- Antigone al Royal National Theatre, Londra (2012)
- Mr Burns all'Almeida Theatre, Londra (2014)
- High Society all'Old Vic Theatre, Londra (2015)
- The Iliad al British Museum e Almeida Theatre, Londra (2015)

## Doppiatrici italiane
Nelle versioni in italiano delle opere in cui ha recitato, Annabel Scholey è stata doppiata da:
- Ilaria Latini in Jane Eyre, Being Human
- Letizia Scifoni in Walking on Sunshine
- Chiara Colizzi ne I Medici
- Benedetta Degli Innocenti in Britannia
- Sara Ferranti in Rivals